# Carl Peters

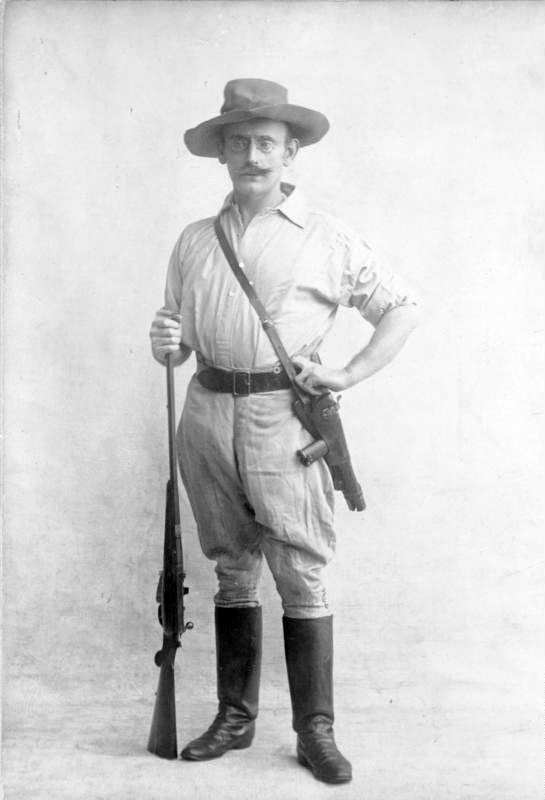
Portret

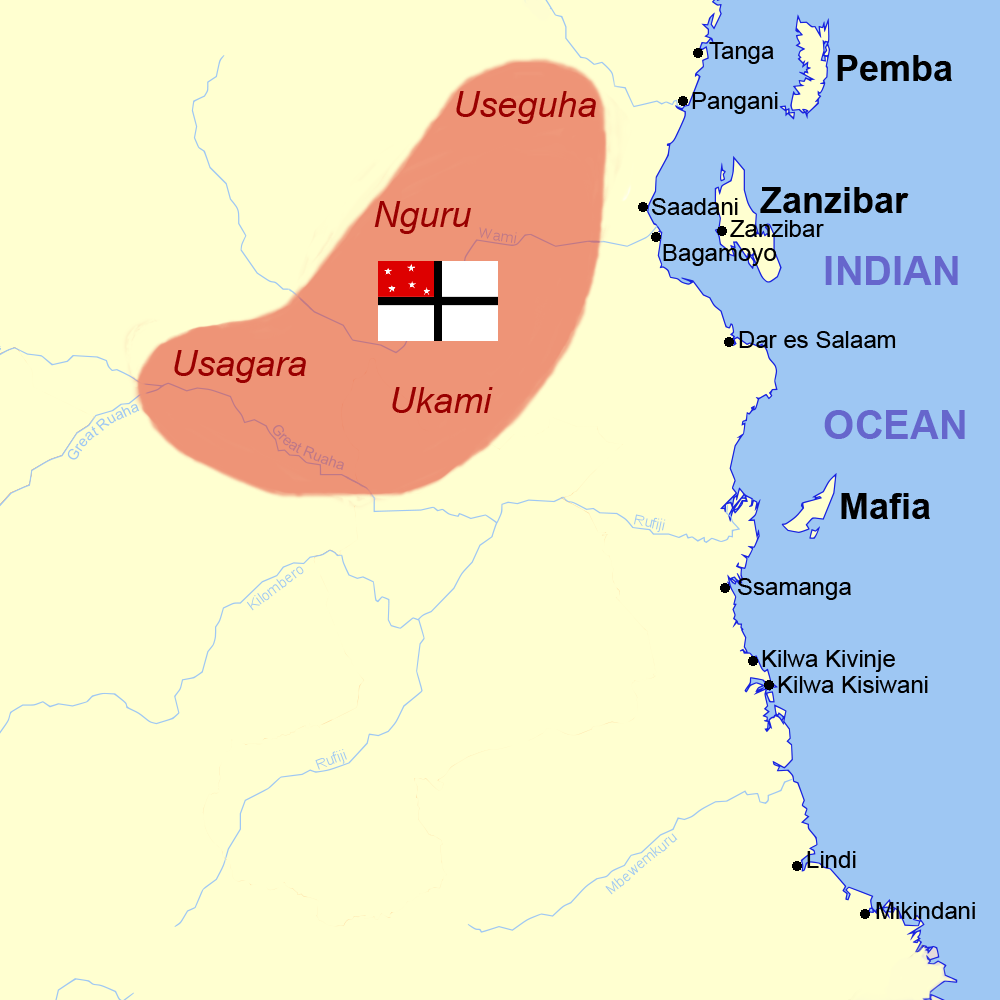
Duits Oost-Afrika omstreeks 1885

Carl Peters (Neuhaus an der Elbe, 27 september 1856 – 10 september 1918) was een Duits avonturier en koloniaal bestuurder in Oost-Afrika.

## Biografie
Peters werd als domineeszoon geboren in het Koninkrijk Hannover. Hij was de achtste van elf kinderen en studeerde geschiedenis en filosofie in Göttingen, Tübingen en Berlijn. Tijdens een verblijf in Londen bij zijn oom Carl Engel interesseerde hij zich in de ideeën achter kolonialisme en imperialisme. Hij stichtte samen met graaf Joachim von Pfeil het Gesellschaft fur Deutsche Kolonisation. De eerste plannen mislukten door gebrek aan fondsen en medewerking van de Duitse overheid. Kanselier Bismarck was niet geïnteresseerd in overzeese kolonieën.
In 1884 stichtte hij de Deutsch-Ostafrikanische Gesellschaft (DOAG), dat zich als doel stelde de regio Usagara in Oost-Afrika te koloniseren. Met als uitvalsbasis Zanzibar trokken Peters en von Pfeil gedurende vijf weken door het binnenland van het huidige Tanzania en sloten twaalf verdragen met lokale heersers. Terug in Duitsland wist hij uiteindelijk Bismarck te winnen voor zijn plannen. Op 27 februari 1885 aanvaarde de Duitse keizer Wilhelm II de soevereiniteit over de betreffende gebieden. Tijdens volgende expedities werd het Duitse gebied uitgebreid. Een opstand van de kustbevolking en een mislukte expeditie om de gouverneur van Soedan, Eduard Schnitzer, te redden (beide in 1889) leidden tot de verzwakking van de positie van Peters. In 1891 werd Peters aangesteld als Reichskommissar van de regio van de Kilimanjaro. Hij lokte daar een opstand uit door een lokale vrouw, met wie hij een verhouding had, en haar minnaar te laten ophangen. Dit leverde hem de bijnaam Hänge-Peters op en hij werd uit zijn functie ontslagen en naar Duitsland teruggeroepen. Daar werd hij in 1897 oneervol ontslagen uit overheidsdienst. Peters week uit naar Londen en keerde pas in 1914 naar Duitsland terug.

## Eerbewijzen
Later werd Carl Peters toch geëerd omdat hij de Oost-Afrikaanse kolonie voor Duitsland had verworven. Hij kreeg onder andere een standbeeld in Hannover en de Peters-Allee in Wedding in Berlijn werd naar hem genoemd. De Peters-Allee werd op 23 augustus 2024 gesplitst en hernoemd in Maji-Maji-Allee (naar de Maji Maji-Opstand) en in Anna Mungunda-Allee (naar de Namibische vrijheidsstrijder).